# Albatros C.I
L'Albatros C.I era un aereo da ricognizione monomotore biplano sviluppato dalla allora azienda tedesco imperiale Albatros Flugzeugwerke GmbH negli anni dieci del XX secolo.
Basato sul precedente B.II, adottava la soluzione dello scambio dei due posti dell'equipaggio, con l'osservatore che, passato in quello posteriore, poteva essere equipaggiato con una mitragliatrice montata su supporto ad anello, venendo utilizzato principalmente dalla Luftstreitkräfte, la componente aerea del Deutsches Heer (l'esercito imperiale tedesco), durante le prime fasi della prima guerra mondiale.

## Storia del progetto
Il C.I viene sviluppato su richiesta dell'Idflieg che introdusse una nuova categoria di aerei biposto da ricognizione armata basata sui B-Typ. La nuova categoria introduceva lo spostamento del posto di pilotaggio all'abitacolo anteriore lasciando quindi la possibilità all'osservatore di essere dotato di una mitragliatrice, differentemente dai precedenti ricognitori dove era posizionato davanti al pilota. Questo permetteva all'equipaggio di avere capacità difensiva nei confronti della caccia nemica che si stava velocemente sviluppando.
L'Albatros Flugzeugwerke modificò il suo precedente B.II adattandolo alla nuova impostazione ed equipaggiandolo con il più potente motore Benz Bz.III da 150 PS (110 kW) che nel frattempo era diventato disponibile. Il risultato fu un velivolo dotato di buona maneggevolezza che, grazie alla potenza disponibile, diede un vantaggio rispetto alla maggior parte dei velivoli adottati dalle forze aeree alleate.

## Impiego operativo
Introdotto nel 1915, benché fosse destinato a missioni di ricognizione aerea e di osservazione in cooperazione con le unità di terra, il C.I venne utilizzato dal personale della Luftstreitkräfte come aereo da caccia ottenendo un certo successo anche in questo ruolo. L'asso dell'aviazione Oswald Boelcke, in coppia con il mitragliere von Wühlisch, ottenne il suo primo abbattimento ai comandi di un C.I. Anche un altro famoso asso tedesco, Manfred von Richthofen, il celebre Barone Rosso, iniziò la sua carriera operando come osservatore su un B.I sul fronte orientale.
Il modello rimase operativo fino al 1917, sostituito progressivamente da modelli più recenti, relegato a compiti di seconda linea e nelle scuole di volo come aereo da addestramento. Alla fine del conflitto, per le condizioni imposte dal Trattato di Versailles del 1919, gli esemplari ancora efficienti vennero trasferiti in Lituania e Polonia ed integrati nelle rispettive forze aeree.

## Versioni
C.I
prima versione di serie, equipaggiata con un motore Benz Bz.III da 150 PS (110 kW).
C.Ia
versione migliorata, equipaggiata con un più potente motore Argus As.III da 180 PS (132 kW).
C.Ib
versione da addestramento dotata di doppi comandi realizzata dalla Mercur Flugzeugbau.
C.I-V
prototipo sperimentale, realizzato in un esemplare.

## Utilizzatori
Germania
- Luftstreitkräfte

 Lituania
- Karinės Oro Pajėgos

 Polonia
- Siły Powietrzne

## Velivoli comparabili
Germania
- Rumpler C.I

 Regno Unito
- Royal Aircraft Factory B.E.2